# Bally Wulff

Logo 2019

Die Bally Wulff Games & Entertainment GmbH ist ein deutscher Hersteller von Geld-Gewinn-Spiel-Geräten mit Firmen- und Produktionssitz in Berlin und 11 Niederlassungen (davon 9 in der Bundesrepublik Deutschland und zwei in Spanien). Das Unternehmen beschäftigt aktuell mehr als 200 Mitarbeiter und zählt mit zu den größten Spielautomatenherstellern in Deutschland. Seit 2022 gehört Bally Wulff zur Gruppe um den tschechischen Geld-Gewinn-Spiel-Geräte Hersteller Apex Gaming davor seit 2007 zur Schmidt-Gruppe, welche in der Spielhallenbranche aktiv ist.

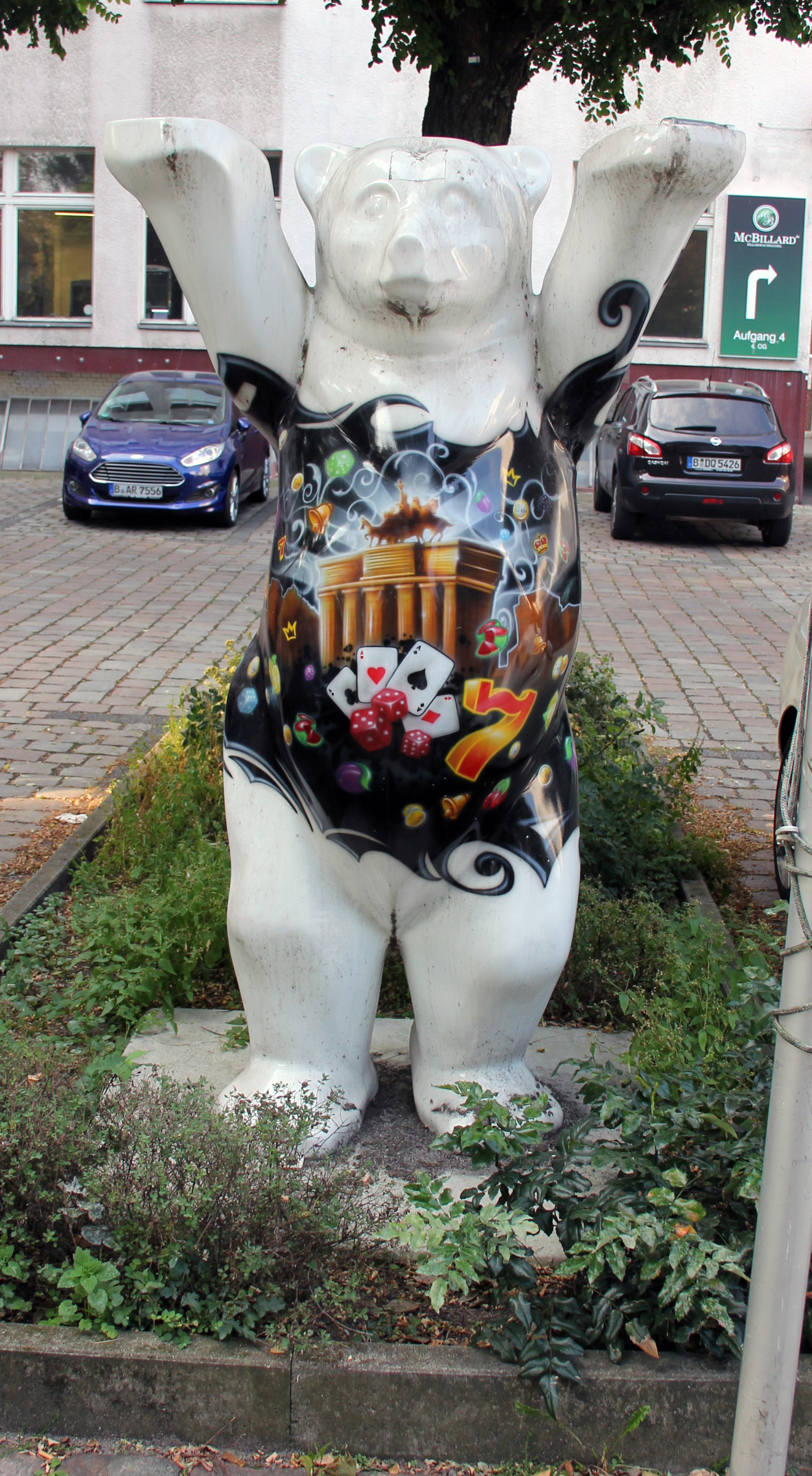
Bally Wullf Skulptur

## Unternehmen
Bis 2008 produzierte Bally Wulff im eigenen Haus Geldgewinnspiel-Geräte mit Scheiben oder Walzen (Ausnahme ist der Ballys Würfel, welcher, wie der Name verrät, mit Würfeln betrieben wurde), danach wurde mit der Gamestation der Grundstein für die Video-Multigambler-Reihe von Bally Wulff gelegt. Die aktuellen Gehäusereihen, die Bally Wulff anbietet, sind Gamestation, Lux und Lux Black.
Anders als die Mitbewerber Gauselmann und Löwen Entertainment (Novomatic) betreibt Bally Wulff selber keine Spielhallen, sondern hat sich auf das reine Produzieren von Spielautomaten spezialisiert. Bally Wulff betreibt Niederlassungen in Berlin, Dresden, Dortmund, Hamburg, Hannover, Köln, Leipzig, Ludwigsburg, München, Nürnberg und Weiterstadt.

## Geschichte

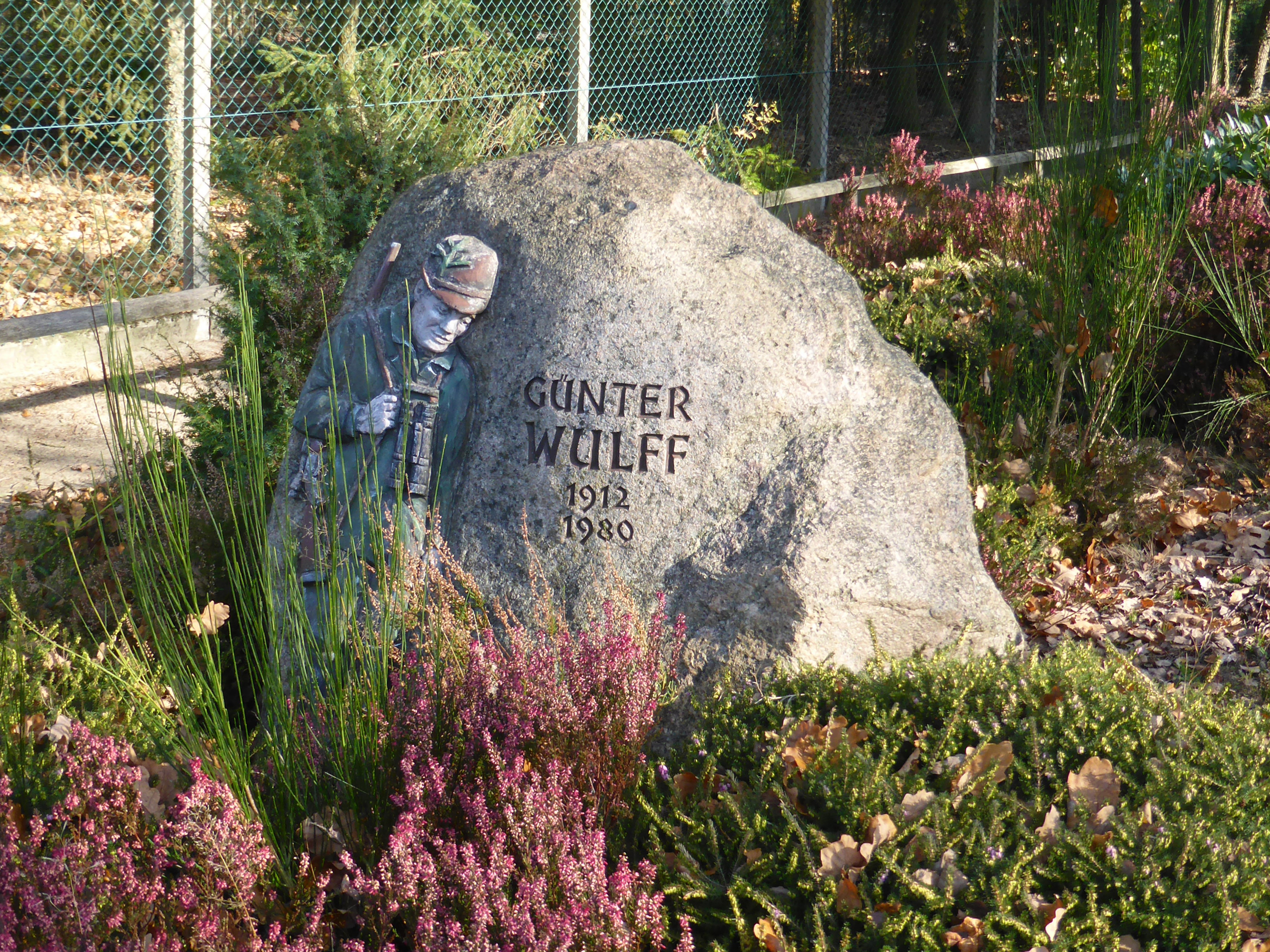
Gedenkstein an Günter Wulff in Oerrel

Unter dem Namen Günter Wulff Apparatebau wurde das Unternehmen im Jahr 1950 von Günter Wulff (1912–1980) in Berlin mit einem Anfangskapital von 500,00 DM gegründet, im selben Jahr wurde der erste Spielautomat der Totomat bei der Physikalisch-Technischen Bundesanstalt zugelassen.
Im Jahr 1972 übernahm der US-amerikanische Slotmaschinen- und Flipperhersteller Bally das Unternehmen, welches fortan unter Bally Wulff firmierte. Allerdings trennte sich 1991 Bally wieder vom Unternehmen, 2007 wurde es von der Unternehmensgruppe Schmidt übernommen, welche mit ihrer Marke Spielstation über 180 Spielhallen in der Bundesrepublik betreibt.
2008 trennte Bally Wulff sich langsam von den elektrisch angetriebenen Spielautomaten und startete mit der Gamestation in die Ära der computerbetriebenen Video-Multigambler.
Im Jahr 2020 feierte Bally Wulff sein 70. Jähriges Bestehen, zum 31. Dezember 2020 schied Geschäftsführer Lars Rogge aus dem Unternehmen aus und wechselte in den Branchenverband VDAI, welchem er als Geschäftsführer vorsteht, seine Nachfolge trat Philipp Lorenz an.
Im April 2022 gaben Bally Wulff und der Hersteller von Geld-Gewinn-Spiel-Geräten APEX Gaming bekannt, dass APEX Gaming beabsichtigt die Anteile an Bally Wulff von der Schmidt-Gruppe um Ulrich Schmidt übernehmen zu wollen, die Gespräche dafür seien schon weit fortgeschritten. Dieser Schritt wurde Ende Juni 2022 vollendet, die Schmidt-Gruppe gab ihre Anteile vollständig an Apex Gaming ab, der bisherige Geschäftsführer Thomas Niehenke wird zusätzlich Gesellschafter.
Im Januar 2023 wurde bekannt, dass der Geschäftsführer von APEX Germany GmbH Gerhard Hubmann neben Thomas Niehenke und Philipp Lorenz ab Februar Geschäftsführer von Bally Wulff wird. Im April 2023 gab Bally Wulff bekannt, dass Thomas Niehenke seine Unternehmensanteile von 20 % an die, zur Novomatic-Gruppe gehörende, Schweizer Firma Gryphon Invest AG verkauft hat und Ende Juni 2023 aus der Firma ausscheiden wird, allerdings weiterhin als Berater zur Verfügung stehen wird. Neben Niehenke hat auch Philipp Lorenz das Unternehmen zu Ende Juni 2023 verlassen.